# 박정훈 (1941년)
박정훈(朴正勳, 1941년 12월 4일~)은 대한민국의 정치인이다. 제14·15대 국회의원이다.

## 학력
- 경기고등학교 졸업
- 고려대학교 정경대학 정치외교학 학사
- 고려대학교 정책과학대학원 석사 수료
- 서울대학교 경영대학원 최고경영자과정 박사 수료

## 역대 선거 결과
|  | 41.83% |

|  | 15.60% |

|  | 29.2% |

|  | 55.29% |